# Oleg Iwanowitsch Iwaninski

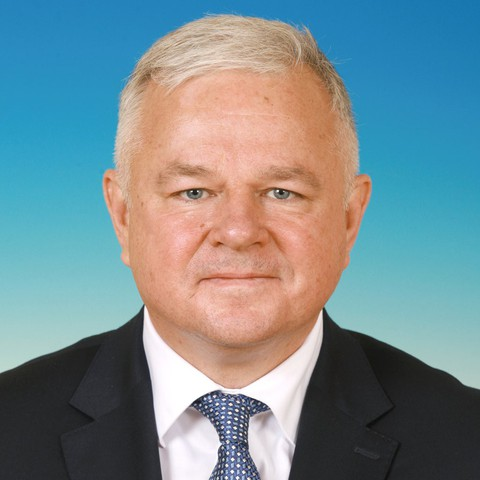
Oleg Iwanowitsch Iwaninski (2021)

Oleg Iwanowitsch Iwaninski (russisch Олег Иванович Иванинский; * 5. Juni 1966 in Nowosibirsk, Oblast Nowosibirsk, RSFSR, UdSSR) ist ein russischer Politiker und Abgeordneter der Duma.

## Leben
Iwaninski absolvierte die Nowosibirsker Staatliche Medizinische Universität.
Im März 2001 wurde er zum Chefarzt der städtischen medizinischen Notfallstation in Nowosibirsk. Von 2018 bis 2021 war er als Chefarzt der regionalen onkologischen Abteilung von Nowosibirsk tätig.
In den 2000er Jahren ging Iwaninski in die Politik. Zwischen 2014 und 2018 war er Gesundheitsminister der Oblast Nowosibirsk.
2021 nahm Iwaninski als Kandidat der Regierungspartei „Einiges Russland“ an den Dumawahlen teil und schaffte den Einzug ins Parlament.